# Robert Templeton
Robert Templeton (Belfast, 12 dicembre 1802 – 2 giugno 1892) è stato un naturalista, entomologo e disegnatore irlandese.
Figlio del botanico John Templeton, ha affiancato l'attività di ricerca e tassonomia delle varie forme di vita a quella del disegnatore scientifico, realizzando numerose tavole a corredo delle sue pubblicazioni. Alla sua memoria sono state intitolate diverse specie animali.
| Templeton è l'abbreviazione standard utilizzata per le specie animali descritte da Robert Templeton. Categoria:Taxa classificati da Robert Templeton |